# Criptopaganismo
El criptopaganismo es el conjunto de prácticas de personas paganas que mantienen la apariencia de adherirse a una religión no pagana mientras continúan observando sus propias prácticas religiosas en privado. El término proviene de la palabra griega kryptos, que significa "oculto" o "secreto". Este ocultamiento puede ser en respuesta a un peligro percibido de rechazo por parte de la sociedad, o de persecución formalizada por parte de las autoridades o de una organización religiosa establecida.

## Antigüedad Clásica y el Imperio Bizantino temprano
Antemio, uno de los últimos emperadores romanos de Occidente que gobernó desde 467 a 472, se rodeó de paganos prominentes como Mesio Febo Severo y se creía que tenía puntos de vista paganos. Según Damascio, Severo y Antemio tenían un plan secreto para restaurar los cultos paganos. El asesinato de Antemio (por Ricimero) destruyó las esperanzas de aquellos paganos que creían que los ritos tradicionales serían restaurados.
Anatolio (Osroene) (fallecido c. 579/580) fue un funcionario bizantino, activo durante el reinado de Tiberio II Constantino (r. 574-582). Fue acusado de ser pagano y practicar rituales mágicos, juzgado y ejecutado.
Acindynus, gobernador bizantino de Carrhae (Harran), fue acusado por su escriba/secretario Iyarios (en otros lugares llamado Honorio) de practicar el paganismo en secreto. Esteban, obispo de Harran, hizo ejecutar a Acindynus en 602, ya sea por empalamiento o crucifixión.
En un artículo titulado The Corpus Areopagiticum as a Crypto-Pagan Project, Tuomo Lankila, de las Universidades de Helsinki y Jyväskylä, sostiene que el Corpus Areopagiticum, un texto aparentemente cristiano atribuido a Pseudo-Dionisio Areopagita, fue escrito en realidad por Damascio, el último líder de la escuela pagana neoplatónica de Atenas. El artículo sugiere que la obra fue escrita "para resucitar más fácilmente la religión politeísta en tiempos mejores".

## Edad Media

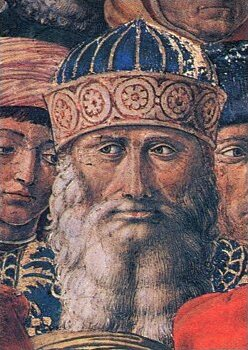
Retrato de Pletón. Detalle de un fresco de Benozzo Gozzoli, Palazzo Medici Riccardi, Florencia, Italia

La cristianización de Europa se caracterizó por la conversión de un rey u otro gobernante, que luego proclamó su reino como cristiano. Pasaron varias generaciones hasta que el cristianismo se estableció verdaderamente en toda la sociedad, y mucha gente, especialmente en las zonas rurales y periféricas, se aferró a su religión ancestral, considerada "pagana" desde el punto de vista cristiano. Cuando la Iglesia estableció su jerarquía y desarrolló una red de sedes conducidas por religiosos, estas prácticas se fueron haciendo cada vez más clandestinas. En paralelo, en algunos casos la Iglesia integró algunas prácticas tradicionales extendidas mediante una reinterpretación cristiana. Este es el caso, por ejemplo, de ciertas celebraciones y festividades anuales como el Día de Todos los Santos, una adaptación de la fiesta pagana de los Muertos, o la Navidad, en reemplazo de las varias celebraciones relacionadas con el solsticio de invierno del hemisferio norte.
El filósofo bizantino Pletón (c. 1355/1360 – 1452/1454) abogó en secreto por el politeísmo en su libro Nomoi, que sólo hizo circular entre sus amigos más cercanos. Tras su muerte, el libro llegó a manos del Patriarca Ecuménico de Constantinopla Genadio II, quien eventualmente lo quemó, aunque el resumen que Genadio hizo de su contenido sobrevive en una carta.
Hacia inicios del segundo milenio, pese a que la fe cristiana estaba ampliamente instalada, tanto en Europa oriental como occidental persistían las creencias que atribuían a ciertas personas (brujas) ser la causa de eventos desfavorables como malas cosechas, tormentas devastadoras u otros fenómenos naturales. La quema de mujeres acusadas de brujería fue condenada por la Iglesia, que estableció que dichas creencias eran una superstición.

## Actualidad
En la sociedad moderna, particularmente en regiones con comunidades de fuertes creencias religiosas conservadoras, los paganos modernos pueden verse en la necesidad de ocultar sus creencias a fin de evitar dificultades en su inteacción social. Muchos se refieren a esto como "quedarse en el armario de las escobas", situación similar a la de una persona a una persona LGBT que permanece "en el armario" para ocultar su identidad sexual o de género.
En la Wicca, como lo presenta Gerald Gardner, las leyes tradicionales instruyen a los practicantes a ocultar sus prácticas y parafernalia religiosa mediante el uso de sustitutos inocuos que podrían explicarse fácilmente en caso de descubrimiento:

Para evitar que te descubran, deja que las herramientas de trabajo sean cosas comunes que cualquiera puede tener en sus casas. Deja que los pentáculos sean de cera, para que se puedan romper de inmediato. No tengas espada a menos que tu rango te permita una. No tengas nombres ni signos en nada. Escribe los nombres y signos en ellos con tinta antes de consagrarlos y lávalos inmediatamente después. No los grabes [con algún isntrumento filoso], para evitar que los descubran. Deja que el color de las empuñaduras indique cuál es cuál. Recuerda siempre, ustedes son los Hijos Ocultos de los Dioses.

Entre las guías modernas, City Magick, un manual pagano urbano publicado recientemente, da ejemplos de cómo ocultar un altar pagano en una casa u oficina utilizando elementos comunes.